# 85564 Emilia
85564 Emilia este o planetă minoră (asteroid) din centura de asteroizi. A fost descoperită pe 17 ianuarie 1998 la osservatorio San Vittore⁠(d) de osservatorio San Vittore⁠(d). 
Obiectul prezintă o orbită caracterizată de o semiaxă mare de 2,571291857576 UAi, o excentricitate de 0,27329469501908, o înclinație de 13,217571478383 ° în raport cu ecliptica.